# Semiramis (Almqvist)
Semiramis är en roman av Carl Jonas Love Almqvist. Den ingår i band I av den så kallade imperialoktavupplagan av Törnrosens bok, vilket utkom 1839. Dock tillkom den betydligt tidigare, under förra hälften av 1820-talet. Berättelsen utspelar sig i förhistorisk tid och handlar om den mytiska assyriska drottningen Semiramis, men Almqvist förhåller sig fritt till tidigare versioner av legenden.